# Arbotag

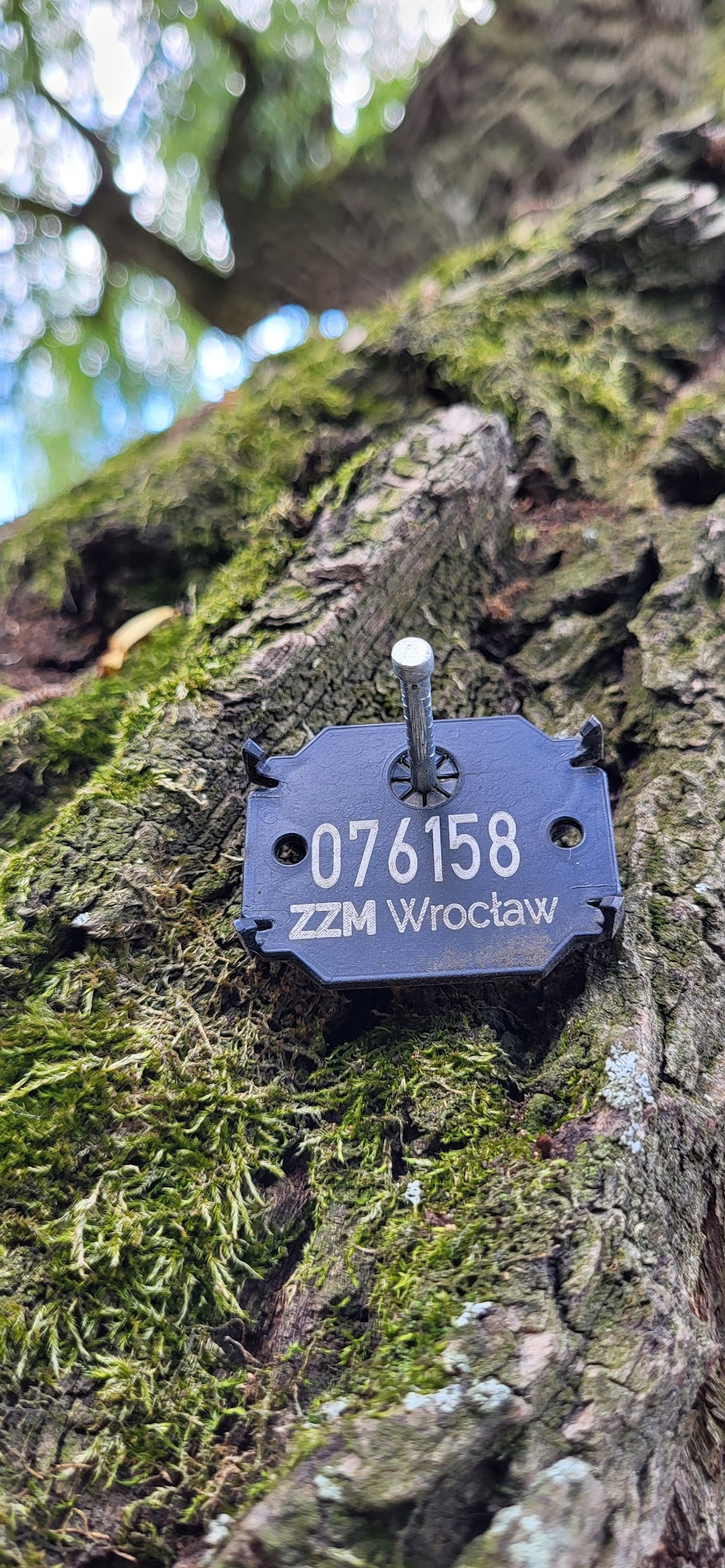
Arbotag 076158 na drzewie we Wrocławiu przy ul. Radkowskiej. Po wprowadzeniu numeru do systemu można odczytać m.in., że jest to wierzba płacząca (Salix × sepulcralis), a obwód pnia na wysokości 130 cm wynosi 335 cm.

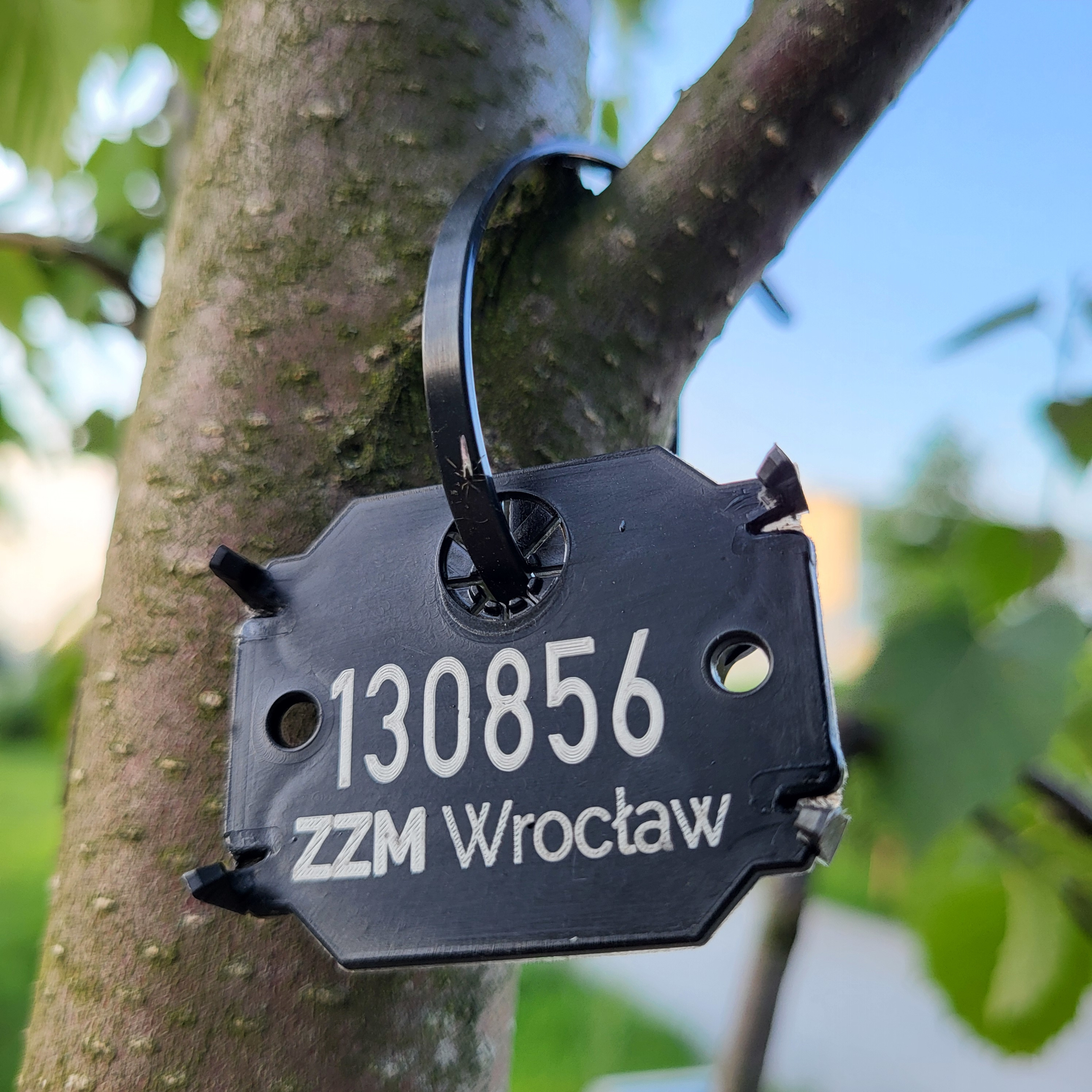
Tabliczka mocowana na opasce zaciskowej. Arbotag 130856 – brzoza papierowa rosnąca przy Promenadzie Krzyckiej.

Arbotag – niewielka tabliczka identyfikacyjna drzewa, ułatwiająca zarządzanie drzewostanem i pełniąca funkcję edukacyjną. Numer identyfikacyjny lub kod QR na tabliczce umożliwia szybkie odnalezienie szczegółowych informacji o roślinie w powiązanym systemie informatycznym. Wybrane dane, takie jak zwyczajowa i naukowa (łacińska) nazwa gatunku czy obwód pnia, mogą być umieszczone bezpośrednio na arbotagu. Tabliczki montuje się na wysokości 2,5–2,8 m, z preferencją montażu od strony północnej. Do mocowania używa się szpilki arborystycznej, odpornej na korozję, obojętnej dla drewna i niewrastającej w roślinę przez długi czas. Na młodszych drzewach arbotag zawiesza się na gałęzi za pomocą opaski zaciskowej.

## Wdrożenia technologii w Polsce

### Gdańsk
W styczniu 2024 roku pojawiły się informacje o rozpoczęciu znakowania miejskiego drzewostanu. Gdański Zarząd Dróg i Zieleni zapowiedział, że chce oznakować arbotagami wszystkie drzewa znajdujące się pod jego opieką, a zbierane dane mają docelowo być udostępnione w portalu GeoGdańsk.
Pierwszym oznaczonym drzewem był klon jawor rosnący na skwerze Marszałka Józefa Piłsudskiego – otrzymał identyfikator P000001. Gdańskie arbotagi drzew w parkach, na skwerach i zieleńcach mają identyfikatory rozpoczynające się literą „P”, na cmentarzach – literą „C”, a w pasach drogowych – literą „D”.
W 2025 roku dyrektor zarządzający ds. Zielonego Gdańska, Piotr Kryszewski, zapowiedział, że zgodnie z planem każdego roku ma być oznaczanych 5000 drzew.

### Kraków
ZZM Kraków poinformował w 2019 roku, że zamierza oznakować wszystkie drzewa znajdujące się na podległych mu terenach. Na stronie internetowej ZZM (dostęp z maja 2025) podano, że system jest przeznaczony do użytku wewnętrznego, ale planuje się jego udostępnienie mieszkańcom. 

### Luboń
30 listopada 2023 roku Luboń zakończył realizację projektu pn. „Wdrożenie aplikacji wraz z zakupem arbotagów jako innowacyjnego narzędzia do wspomagania edukacji ekologicznej w Luboniu”. Zamontowano 1300 sztuk arbotagów z kodami QR, które przekierowują na stronę portalu mapowego z treściami edukacji ekologicznej.

### Warszawa
Informacje o warszawskich drzewach dostępne są w miejskim „serwisie mapowym”. W lipcu 2019 roku poinformowano o oznakowaniu arbotagami 2266 drzew i 6 grup drzew.

### Wrocław
Wrocław udostępnia ogólnodostępną mapę zieleni wykorzystującą arbotagi. Można znaleźć tam m.in. informacje o planowanych nasadzeniach, rozważanych lokalizacjach parków oraz zezwoleniach na wycinkę. Dostępne są również statystyki dotyczące obszarów zielonych, takie jak liczba drzew na ich terenie.
ZZM rozpoczął oznaczanie arbotagami drzew od miejskich parków, m.in. parku Kasprowicza, parku Południowego oraz Promenady Staromiejskiej. Miejscowo otagowano drzewa na Karłowicach, Kowalach i na Krzykach, przy ul. Powstańców Śląskich i al. Hallera. Informacje o pracach z wykorzystaniem arbotagów dostępne są co najmniej od 2021 roku.